# Замок Раби
 Национальный памятник культуры Чешской Республики (регистрационный номер 144 NP от  1978 года)
Замок Раби (чеш. Hrad Rabí) — большей частью руинированный средневековый готический замок, выступающий доминантой города Раби недалеко от Сушице, район Клатови Пльзенского края Чехии. Замок был основан в начале XIV века графами фон Боген (младшая ветвь рода Бабенбергов) и полностью перестроен в конце XV века в стиле поздней готики. В 1421 году в период гуситских войн национальный герой чешского народа Ян Жижка при штурме замка Раби потерял второй глаз, в честь чего замок получил в литературе прозвание «Чешская Мефона». В 1978 году замок внесён в список национальных памятников культуры Чешской Республики. Один из самых посещаемых туристами замков Пльзенского края.

## История замка

### Основание замка
Донжон («ядро») замка был возведен на известняковом утёсе в меандре золотоносной реки Отавы, вероятно, в начале XIII века в виде обитаемой сторожевой башни в романском стиле. Предполагается, что башня должна была охранять торговый путь между Сушице и Гораждёвице, а также богатые золотом россыпи на берегах Отавы. О первых владельцах башни никаких письменных свидетельств не сохранилось. Согласно последним историческим исследованиям, башня была возведена баварскими графами Богенами, которые получили район Сушице в 1124 году в результате брака рейхсфогта Фридриха Богенского (ум. в 1148) со Сватавой, дочерью чешского князя Владислава I. После пресечения рода графов фон Боген в 1242 году район Сушице унаследовали Виттельсбахи, которые владели им до 1273 года. В конце XIII века район Сушице, по-видимому, вернулся в состав Чехии, а сторожевая башня перешла во владение панов из Вельгартиц, которые, вероятно, и возвели вокруг сторожевой башни замок.

### Во владении панов из Ризмберка

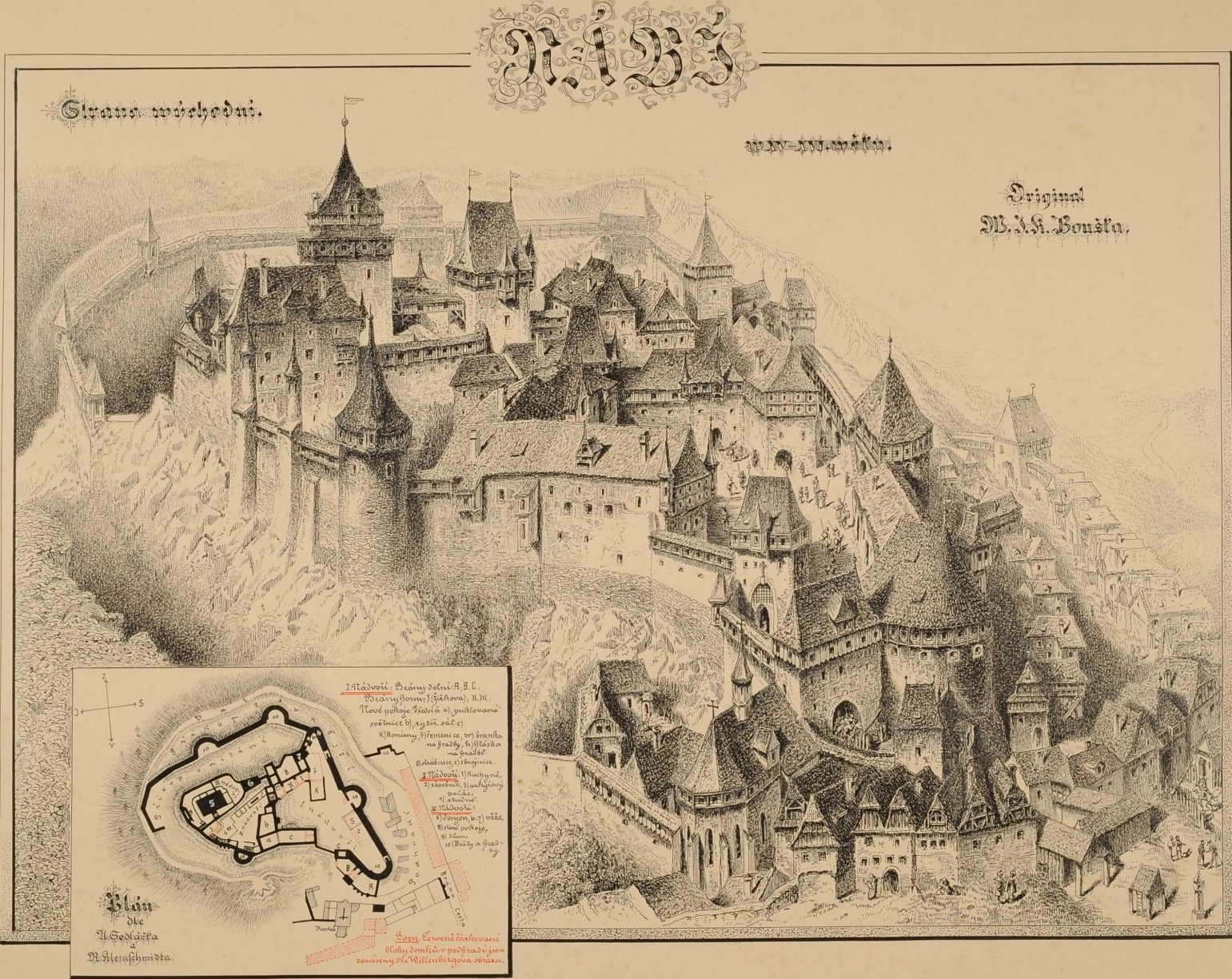
Замок Раби XVI веке.
Вацлав Клемент Боушек

Первое письменное упоминание о замке Раби относится к 1380 году, когда его владельцем был Пута I Швиговский из Ризмберка и на Швигове (ум. в 1399), род которого в результате покупки или наследования приобрёл замок у панов из Вельгартиц около середины XIV века. После смерти Путы I владения унаследовал его брат Брженек (ум. в 1407). Именно при Брженеке Швиговском из Ризмберка замок был существенно перестроен и превратился в одну из неприступнейших крепостей Чехии. Укрепление замка было обусловлено начавшимся военным противостоянием на юге и западе Чехии между королём Вацлавом IV и членами так называемого Панского союза, к которому примкнул пан Брженек. Сыновья Брженека, унаследовав его владения, вскоре поделили их между собой: замок Раби получил Ян по прозвищу «Крк» (Шея), а замок Швигов перешёл к Вилему.

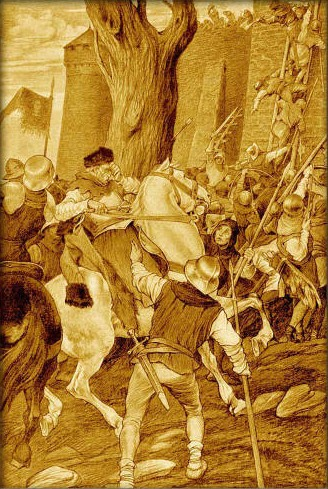
Ранение Яна Жижки при штурме замка Раби.
Венцеслав Черни

Поскольку Ян Крк Швиговский из Ризмберка (ум. в 1450), будучи верными католиком и приближённым короля, в начале гуситских войн выступил против партии подобоев, замок Раби стал одним из центров, где укрывались сторонники католической партии, и местом хранения их ценностей, а также имущества близлежащих монастырей. В 1420 году замок Раби был взят, разграблен и сожжён таборитскими войсками во главе с гетманом Яном Жижкой из Троцнова, при этом в замке были сожжены семеро монахов Милевского монастыря. Как свидетельствует хронист Лаврентий из Бржезовой, в замке Раби «было сложено для сохранения духовными и светскими лицами из округи множество добра безо всякого счета: в слитках золото, серебро, драгоценные камни и одежда, ценное оружие. Всю эту добычу, за исключением, конечно, денег, оружия и коней, табориты вынесли из замка, сложили в одну кучу и сожгли, а также предали сожжению за стенами замка семерых монахов и священников, захваченных ими в указанном замке. Юных же сыновей владетеля замка Иоанна, по прозвищу Крк, капитан Жижка... взял на своё попечение. После этого замок они разоряют и сжигают». В 1421 году Ян Жижка опять осадил замок, но во время штурма перед воротами замка был ранен стрелой в единственный оставшийся у него глаз, после чего ослеп полностью (в память об этом событии замок Раби получил в литературе прозвание «Чешская Мефона»). Несмотря на это, замок вновь был взят таборитами.
После смерти Яна Швиговского из Ризмберка в 1450 году замок Раби перешёл во владение его сына Вилема Младшего (ум. в 1479), занимавшего должность высочайшего коморника Чешского королевства. Вслед за Вилемом владельцем замка стал его родственник Пута II Швиговский из Ризмберка (ум. в 1504), занимавший пост верховного земского судьи. Пута начал масштабную перестройку замка в стиле поздней готики. К участию в этой перестройке, вероятно, был привлечён пражский архитектор Бенедикт Рейт. Замковый ареал был обнесён мощной крепостной стеной с системой передовых артиллерийских башен. В 1502 году в замке Раби прошёл земский сейм представителей панского и рыцарского сословий Чехии. Причиной собрания чешской знати стали накопившиеся противоречия между ней и городским сословием Чехии, прежде всего, по вопросу пивоварения, монополии на которое добивались чешские города. С Путой II Швиговским из Ризмберка связана также история возникновения т. н. «обезьяньего» налога в панстве Раби. Будучи любителем различных экзотических диковин, пан Пута приобрёл однажды огромных размеров обезьяну, которую поселил в замке Раби. Когда в 1494 году Пута II уехал по делам в Прагу, обезьяна сбежала из замка и поселилась в ближайшем лесу, наводя ужас на крестьян близлежащей деревни Хейна. Решив, что в лесу засел сам дьявол, крестьяне решили изловить его, рассчитывая получить за этот подвиг от пана Путы освобождение от податей. Вооружившись косами, серпами и топорами, крестьяне выследили обезьяну в лесу, убили и принесли ко двору рихтаржа. Весть об убийстве настоящего чёрта быстро разлетелась по всей Чехии. Когда пан Пута вернулся в замок, крестьяне во главе с рихтаржем принесли ему убитого чёрта, в котором Пута без труда узнал своего домашнего любимца. В гневе пан Пута обложил жителей деревни Хейна дополнительным ежегодным налогом, а саму деревню приказал именовать отныне «Сумасшедшая Хейна». Согласно Богуславу Бальбину (1621—1688), эти указания Путы II действовали ещё в конце XVII века.
Во время масштабной перестройки замка паном Путой II Швиговским в 80—90-х годах XV века были возведены два религиозных объекта: сохранившийся до наших дней готический замковый костёл Пресвятой Троицы, примыкающий к северо-восточным («первым») воротам замка, и дворцовая капелла в виде небольшого углового эркера в южной части «Брженкова» дворца, от которой мало что уцелело.

### Замок в XVI—XIX веках

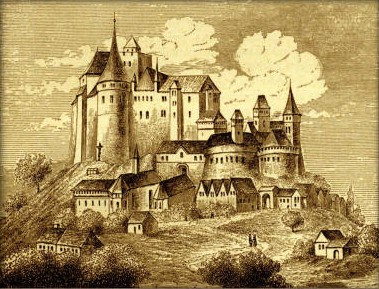
Замок Раби. Изображение 1708 года

В 1544 или 1548 году обременённые долгами паны Бржетислав и Йиндржих Швиговские из Ризмберка, сыновья Путы II, продали замок Раби и панство за 7800 коп грошей Йиндржиху Курцпаху из Трахенберка, который, в свою очередь, в 1557 году перепродал их за 10 000 коп грошнй рыцарю Дивишу Маловецу из Либеёвиц. В 1561 году замок и панство Раби перешли за долги во владение пана Вилема из Рожмберка, одного из влиятельнейших вельмож Чешского королевства, который назначил сюда своего управляющего. В 1570 году хозяином замка стал рыцарь Адам Хановский из Длоуге-Вси, при наследниках которого замок пришёл в полное запустение. Желая предотвратить захват чешских замков послевоенными бандами, король Фердинанда III издал указ о сносе укреплений замка Раби, который, однако, не был исполнен.
После смерти Адама Хановского в 1598 году замок Раби перешёл к Криштофу Хановскому из Длоуге-Вси (ум. в 1628), наследники которого, получившие замок в совместное владение, затеяли долгую тяжбу о правах на его имущество, окончившуюся в 1648 году его разделом. В 1673 году замок Раби унаследовали Анна-Барбора Частоларова из Длоуге-Вси, вдова Яна Йиндржиха, и Ян Вилем Хановский из Длоуге-Вси. В конце концов, в 1708 году пустующий замок был продан графу Яну Филипу Ламберкскому, во владении которого замковые строения продолжили разрушаться ещё быстрее: в 1710 году замок был существенно повреждён мощнейшим пожаром, после чего его не охраняемые развалины стали использоваться жителями окрестных деревень в качестве бесплатного источника строительного камня. В 1792 году обрушились западные («четвёртые») ворота замка возле «Жижковой» башни, завалив насмерть крестьянина Вондроушка из Будетиц, разбиравшего их на строительный камень.

### Замок в Новейшее время
В 1920 году граф Йиндржих Ламберк продал руины замка Раби за символическую цену в 1 крону Гораждёвицкому обществу сохранения художественных, исторических и природных памятников. Общество приступило к работам по спасению и реконструкции замка, благодаря которым руины замка сохранились до наших дней в нынешнем виде. В 1954 году замок был национализирован чехословацким правительством и в 1978 году признан национальным памятником культуры. В 70-х годах XX века была начата реконструкция замка. Сегодня замок Раби находится в ведении Ческобудеёвицкого отделения Национального института памятников Чешской Республики и является одной из наиболее посещаемых достопримечательностей Пльзенского края (к примеру, в 2014 году его посетил 56 051 турист), занимая первое место среди самых посещаемых замков края и опережая по этому показателю замки Кашперк, Вельгартице и Швигов.
|                       |  |                        |  | |  |                                                                                |
| Вид на замок с запада |  | Вид на замок с воздуха |  | Вид с севера первого двора на руины «Новых палат», капеллу (в центре), «пятые» ворота и конюшни (справа) |  | Вид с юга второго двора из донжона на руины «Брженкова» дворца («Новых палат») |

## Описание
Романский в своём ядре замок прошёл несколько динамичных этапов архитектурного развития, во время которых облик замка зачастую изменялся довольно радикально. После перестройки в XIV веке Раби приобрёл вид в общем обычного для Чехии того периода замка донжонного типа с большой центральной башней, представлявшей собой главное обитаемое и оборонительное строение всего замкового сооружения. Донжон замка представляет собой прямоугольную в плане башню размерами 19x13 метров, возвышающуюся на скальном утёсе посреди замкового ареала. Считается, что башня была возведена в период с начала XIII до начала XIV века, однако конструкция башни не содержит деталей, по которым можно было бы точно определить время её первоначальной постройки. Неоднозначным среди исследователей является и утверждение об изначально романском облике донжона: к примеру, Владислав Разим своими доводами опровергает теорию Томаша Дурдика о том, что баварцы возвели башню в романском стиле, основанную, в частности, на том, что окна третьего этажа башни имеют закруглённую сверху форму.

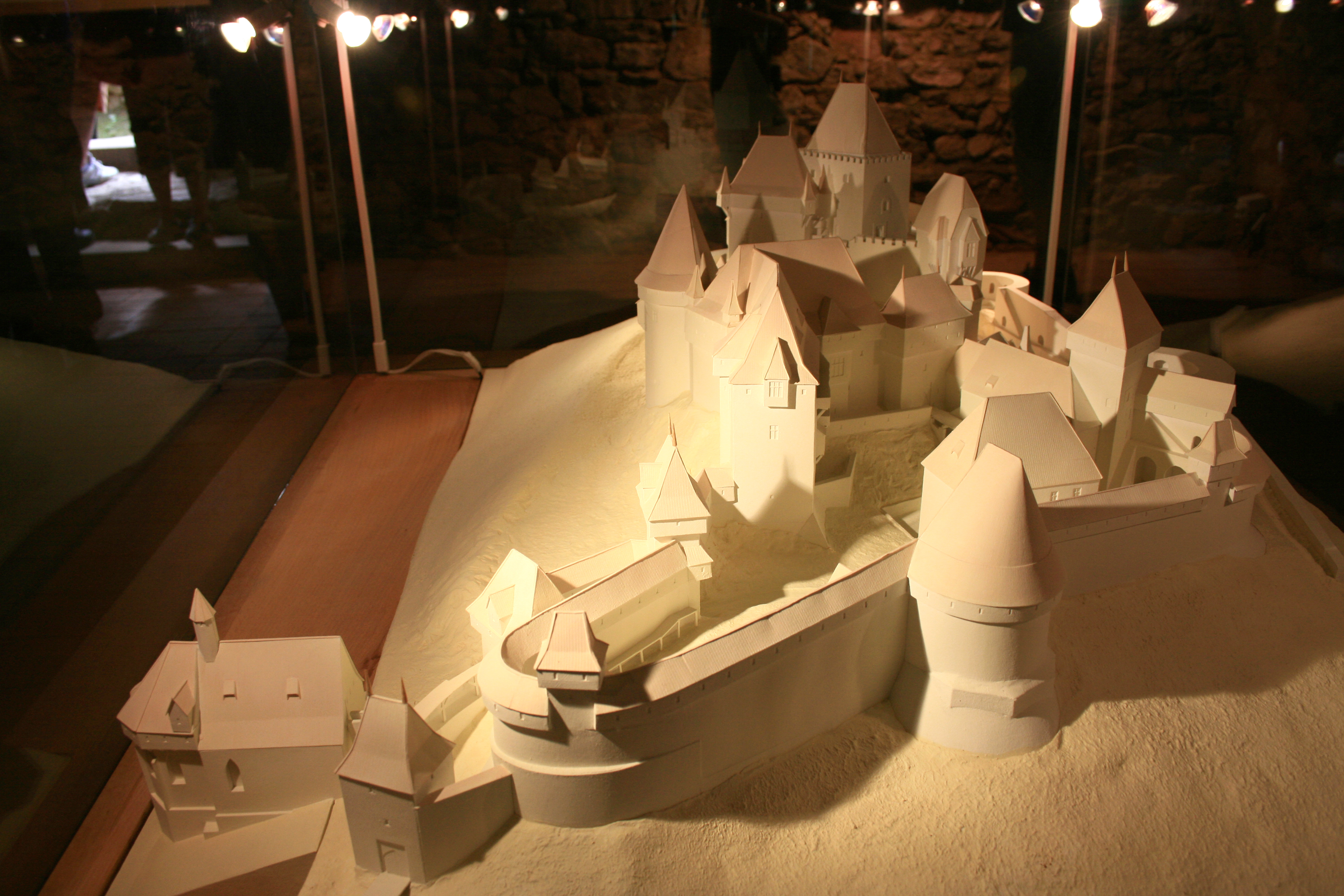
Модель замка. Экспозиция «Брженкова» дворца

Ареал замка состоит из трёх разделённых между собой крепостными стенами дворов с собственными воротами, укреплёнными решётками и подъёмными мостами. От главных («первых») ворот на северо-востоке замка начинался первый или Большой, самый обширный замковый двор, занимающий добрую половину всего замкового ареала. В этом дворе размещались казармы и жилища слуг, в центре двора находились конюшни, построенные на месте первоначального замкового рва; здание конюшен сохранилось до наших дней. В восточной части первого двора, судя по характеру развалин, помещались темницы, из которых через специальный коридор можно было попасть во второй или Малый двор замка. На западной стороне Большого двора, севернее донжона, возвышаются руины четырёхугольной «Жижковой» башни, возведённой во время расширения и укрепления замка Брженеком Швиговским из Ризмберка в конце XIV века. Башня охраняла «четвёртые» ворота замка и получила своё название благодаря тому, что именно возле неё в 1421 году гетман таборитов Ян Жижка лишился своего второго глаза. Вторая четырёхугольная башня, названная «Голодной», была возведена в то же время на северо-востоке от Малого двора и позднее стала частью «Брженкова» дворца, известного также под названием «Новые палаты». Обширные руины «Брженкова» дворца занимают восточную часть замкового ареала, примыкая на западе к «пятым» воротам, соединяющим Большой и Малый дворы замка. Севернее дворца сохранились «третьи» замковые ворота с башней, охранявшей доступ в замок с востока. Руины старого дворца («Старых палат») располагаются в западной части первого двора между «Жижковой» башней (на севере) и «пятыми» воротами (на юге).
Во второй (Малый) двор ведут относительно хорошо сохранившиеся «пятые» замковые ворота, рядом с которыми у подножия донжона располагались не сохранившиеся здания чёрной кухни и кладовой с подвалами. Южное крыло «Брженкова» дворца, выходящее в Малый двор, включало в себя просторный рыцарский зал и апартаменты, а также небольшую дворцовую капеллу в виде небольшого углового эркера, от которой мало что уцелело. Посреди второго двора находился глубокий замковый колодец, который в Новое время был засыпан.
Замок обнесён каменной крепостной стеной толщиной в несколько метров с округлыми и четырёхугольными крепостными башнями. Самая большая башня, в сечении имеющая многоугольную форму, расположена с западной стороны замка. В северо-западной части стены находится относительно хорошо сохранившаяся небольшая прямоугольная башня.
До наших дней сохранился готический замковый костёл Пресвятой Троицы, примыкающий к северо-восточным («первым») воротам замка, возведённый во время масштабной перестройки замка паном Путой II Швиговским. Под хором костёла располагалась артиллерийская башня, что архитектурно сближает этот храм с капеллой Швиговского замка. Первоначально костёл был соединён с замком деревянным подъёмным мостом, который вёл из замка в его эмпоры.
|                                          |  |                                                                                       |  |                                                                                 |  |                                                                                 |
| Северо-восточные («первые») ворота замка |  | Вид на руины «Старых палат» (слева) и «Жижковой» башни в западной части первого двора |  | Вид со стороны конюшни на «третьи» ворота замка в восточной части первого двора |  | Вид на «пятые» ворота в северной части второго двора, на переднем плане колодец |